# 库默费尔德
库默费尔德（德語：Kummerfeld）是德国石勒苏益格－荷尔斯泰因州的一个市镇。总面积6.50平方公里，总人口2097人，其中男性1046人，女性1051人（2011年12月31日），人口密度323人/平方公里。